# P.G. Bang
Peter Georg Bang (født 7. oktober 1797 i København, død 2. april 1861 sammesteds) var en dansk jurist og konservativ politiker, der var Danmarks fjerde statsminister fra 1854 til 1856 (først med titel af premierminister, fra 1855 med titel af konseilspræsident). Han var desuden professor i romerret ved Københavns Universitet og fra 1836 til 1845 var han direktør for Nationalbanken.

## Uddannelse
Han blev 1813 student fra Frederiksborg Skole, tog juridisk embedseksamen i 1816 og erhvervede i doktorgraden 1820. Bang kom tidlig ind på den juridiske embedsbane og havde allerede beklædt forskellige stillinger, da han, efter en to et halvt år lang studierejse i 1826 blev assessor i Overretten og i 1830 ekstraordinær professor i romerret ved Københavns Universitet. I 1834 blev han ordentlig professor og 2 år senere universitetets kvæstor og medlem af Nationalbankens direktion. Disse stillinger opgav han dog 1845, da han udnævntes til deputeret i Rentekammeret og dermed indtrådte i den overordnede administration.
Alene denne lange række af forskelligartede stillinger, som Bang alle udfyldte med megen dygtighed, viser, hvilken betydelig arbejdsevne han sad inde med. Som juridisk videnskabsmand har han efterladt sig et godt navn, og navnlig var hans lærebog i romerretten et særdeles fortjenstfuldt arbejde. Sammen med I.E. Larsen udarbejdede han den første systematiske fremstilling af den danske proces og holdt forelæsninger over de mest forskelligartede emner af dansk ret. Dog var han sikkert i langt højere grad på sin rette hylde som administrator end som videnskabsmand. Hans utrættelige flid, store interesse for detaljen og ualmindelig praktiske blik kom ham her i høj grad til gode. Især interesserede han sig for godsadministration og landboforhold i det hele, ligesom han sikkert var sin tids ypperste kender af dansk landboret. At en mand med Bangs kundskaber og anlæg snart måtte finde anvendelse i tidens vågnende politiske liv, var en selvfølge. Han var da også med en kort afbrydelse medlem af provinsialstænderne for østifterne lige fra deres oprettelse, og indtil han i 1846 udnævntes til kgl. kommissarius ved begge kongerigets stænderforsamlinger. Oprindeligt hørte Bang til den liberale retning; men hans udpræget saglige interesser svækkede tidlig hans blik for betydningen af de konstitutionelle former, og snart regnedes han af den liberale opposition for mere end halvt frafalden. I øvrigt gjorde hans store sagkundskab, navnlig i landbospørgsmål, sig fortrinlig gældende i stændernes forhandlinger. Som kommissarius optrådte han fuldt så skarpt over for de konstitutionelle ideer som sin forgænger, A.S. Ørsted, men det forhindrede ikke, at han – ret indifferent som han i virkeligheden var over for dette spørgsmål – kunne række hånd til arbejdet for en konstitutionel forfatnings gennemførelse, så snart omstændighederne fordrede det. I slutningen af 1847, da Christian VIII syslede stærkt med forfatningsplaner, benyttede han særlig Bangs bistand og overdrog ham at udarbejde et udkast til en fællesforfatning for monarkiet. Dette skete også, og kongens tilfredshed dermed viste sig bl.a. ved, at han anbefalede sin efterfølger særlig at benytte Bangs hjælp ved forfatningssagens ordning. Bang var da også, skønt ikke minister, med til at udarbejde forfatningsreskriptet af 28. januar 1848 og blev derefter medlem af den tremandskommission, som på grundlag af reskriptet skulle udforme det endelige forslag. Denne kommissions arbejde blev jo imidlertid afbrudt af martsbevægelsen.

## Minister
Under denne spillede Bang en rolle som medvirkende ved de vanskelige forhandlinger om et nyt ministeriums dannelse, og et øjeblik var han selv udset til minister. Under Martsministeriet indtog han en mere tilbagetrukken stilling; men da ministerforandringen november 1848 fandt sted, blev han indenrigsminister i det rekonstruerede kabinet. I denne stilling knyttede han især sit navn til arbejdet på at forberede en række af omfattende landboreformer gennem den store landbokommission. Bang erklærede sig her i princippet for en tvangsafløsning af fæsteforholdet og blev derfor i de nærmest følgende år af Bondevennerne betragtet med særlige forhåbninger, medens han til gengæld fra godsejeraristokratiets side blev genstand for en mistro, der aldrig ganske fortog sig, skønt han senere i ikke ringe grad fornægtede sin fortid, hvad dette spørgsmål angik. Hans navn kom også til at stå under Junigrundloven, skønt han på meget væsentlige punkter – navnlig for den almindelige valgrets vedkommende – var modstander af dens indhold. I september 1849 indgav han sin demission og overtog domænedirektoratet, "det mig saa kære Domænedirektorat", som han engang udtrykte sig, thi godsadministration, og hvad dertil hørte, var og blev hans egentlige speciale.

## Konseilspræsident
I slutningen af Novemberministeriets omskiftelsesrige tilværelse indtrådte Bang på ny deri som midlertidig leder af Finans- og Kultusministeriet, og han gik januar 1852 over i det Bluhmeske ministerium som indenrigsminister og i de første måneder tillige som kultusminister. Det var en af Bangs ejendommeligheder, at han i meget ringe grad var "storpolitiker" og derfor vel i stand til at tjene de mest forskellige systemer. Hovedsagen var for ham det rent saglige arbejde. Dog hørte han utvivlsomt til ministeriets liberalere fløj. Det viste sig både ved ministrenes indbyrdes forhandlinger om fællesforfatningens indhold, hvor Bang i modsætning til W.C.E. Sponneck og Carl Moltke holdt på, at forfatningen, trods alle indskrænkninger, skulle have en virkelig konstitutionel karakter. Ligeledes var han i de indre reformspørgsmål et godt stykke videre end sine kolleger, og havde han end for længst opgivet tanken om at gennemføre nogen fæsteafløsningslov, var det dog ham, som var det væsentlige bindeled mellem ministeriet og Bondevennerne. Hans og C.F. Simonys udtræden og A.S. Ørsteds indtræden april 1853 betegner derfor en foreløbig sejr for den konservative fløj af ministeriet. Det var således en ret naturlig ting, at Bang efter Ørsteds fald blev premier- og indenrigsminister i det kabinet, som L.N. Scheele, Hall og Andræ dannede. Bang spillede i øvrigt ikke nogen meget betydende rolle i ministeriet, hvis ledende kræfter i virkeligheden var de tre ovennævnte ministre. I oktober 1856 indgav han sin demission, dels på grund af sit svage helbred og de lidet hyggelige personlige forhold inden for regeringen, dels fordi han frygtede de vanskeligheder, som fæstesagen, der nu atter rykkede frem i første række, ville volde ham. Efter sin udtræden af ministeriet blev han justitiarius i Højesteret og døde i denne stilling. Han blev Kommandør af Dannebrog i 1847, Storkors i 1854 og gehejmekonferensråd samme år
Bang var langt fra at være nogen åndelig, stormand; der var endog i udpræget grad noget jævnt og dagligdags ved hans personlighed. Men sikkert er det, at om end det egentlige statsmandsblik manglede ham, så besad han dog en administrativ dygtighed som kun få, og en arbejdskraft som måske ingen af hans samtidige. Så godt som alt kunne man læsse på ham, og han førte det dog godt og forsvarligt igennem. Skønt han steg til rangens højeste tinder, var og blev han en yderst borgerlig, jævn og fordringsløs mand, fri for ethvert stænk af forloren fornemhed. Hans bedste fornøjelse var at få sig et solidt måltid mad og et slag kort sammen med de roskildske borgermænd, som han var kendt med fra sin barndom og første ungdom. Det er jo også bekendt nok, hvordan han endnu som minister som sekretær førte Kongens Bryghus' bøger og endog undertiden havde en og anden af dem med i Gehejmestatsrådet. Selv som minister fandt han sig ikke for fornem til at tage ind til byen på sin arbejdsvogn og ved siden af sin kusk; som premierminister kørte han ofte hjem på bagtrinet af en omnibus fra Amagertorv, og hvis da nogen på grund af den guldtressede hue forvekslede den jævne mand for konduktøren, følte han sig på ingen måde fornærmet derved, men hjalp folk godmodig med deres pakker. Som taler kunne han undertiden opnå en ikke ubetydelig virkning ved sin argumentations sunde styrke og ved den ærlighed og ligefremhed, hvormed han fremførte sine tanker.

## Parlamentariker
Bang var valgt til Den Grundlovgivende Rigsforsamling i Vejle Amts 1. distrikt (Fredericia) men deltog i rigsforsamlingen i egenskab af indenrigsminster og nedlagde mandatet 16. november 1848.
Han stillede op til Folketinget ved et suppleringsvalg i Aalborgkredsen i september 1851 men tabte til F.F. Tillisch, og i november 1851 stillede han op til Landstinget ved et suppleringsvalg i 10. landstingskreds men tabte til Mathias Lüttigchau. Men ved folketingsvalget i 1852 lykkedes det Bang at blive valgt ved kåring i Holbækkredsen. Han genopstillede ikke i kredsen ved næste valg i februar 1853 men i derimod i Helsingørkredsen hvor han tabte til professor H.N. Clausen.
Bang blev igen valgt igen til Folketinget ved valget i 1855 ved kåring i Ringkøbingkredsen med udtrådte i november 1856 med dårligt helbred.

## Død
Han døde i 1861 og er begravet på Assistens Kirkegård. Efter hans død blev Peter Bangs Vej (tidligere Klammerivej) på Frederiksberg i 1868 opkaldt efter ham.